# Might and Magic V: Darkside of Xeen
Might and Magic V: Darkside of Xeen — компьютерная ролевая игра, разработанная и изданная компанией New World Computing для нескольких платформ в 1993 году. Создана на основе движка игры Might and Magic III: Isles of Terra, пятая игра в серии игр Might and Magic. Является прямым продолжением Might and Magic IV: Clouds of Xeen, завершающим общую сюжетную линию, начатую ещё в Might and Magic Book One: The Secret of the Inner Sanctum. Сеттинг игры сочетает классический фэнтезийный мир с элементами научной фантастики.
Благодаря общему игровому движку Darkside of Xeen поддерживала интеграцию с Clouds of Xeen, что позволяло создать комбинированный формат — World of Xeen.

## Игровой процесс
В Might and Magic V используется обновлённый игровой движок, использовавшийся в Might and Magic III: Isles of Terra и Might and Magic IV: Clouds of Xeen, что делает игровой процесс трёх игр схожим. Игрок от первого лица управляет командой из нескольких персонажей, путешествующих в трёхмерном мире, выполняющих задания и повышающих свои характеристики и уровень за счёт опыта, полученного в процессе прохождения и в боях с противниками. Особенностью игры является её интеграция с предыдущей частью, Might and Magic IV: Clouds of Xeen, из которой можно перенести предыдущую команду игровых персонажей. Из-за этого сама игра с самого начала может показаться весьма сложной.

## Сюжет
Darkside of Xeen завершает сюжетную линию, начатую ещё в The Secret of the Inner Sanctum и рассказывающую о борьбе героев с киборгом Шелтемом (англ. Sheltem), созданным высокотехнологичной расой Древних (англ. Ancients), но выступившему против них. Действие происходит на планетоиде плоской формы под названием Ксин (англ. XEEN, имеющем две стороны — Облачную (англ. Clouds) и Тёмную (англ. Darkside). Продолжая историю с того места, где закончилась Clouds of Xeen, игра отправляет отряд героев на тёмную сторону по следам принца Роланда (англ. Prince Roland). Им предстоит обнаружить, что мятежный Страж Терры (англ. Guardian of Terra), Шелтем, захватил власть над местными народами, взяв себе имя Аламар (англ. Alamar; имя короля, облик которого он принял на борту VARN в Might and Magic I).
Тем временем, Страж Тёмной стороны (англ. Guardian of the Darkside) — Дракон-фараон (англ. Dragon Pharaoh) — блокирует себя в собственной пирамиде для того, чтобы Шелтем не смог добраться и до него. Он пытается связаться со своими соратниками, но обнаруживает, что Шелтем либо взял их в плен либо принудил действовать в свою пользу. В надежде на любую другую помощь, Дракон-фараон отправляет в небо ручного дракончика со специальным устройством, некой сферой, содержащей часть его сил. Дракончик погибает от заклинания, направленного Шелтемом, а сфера падает на землю, где её находит травница Зельда (англ. Zelda) из города Каслвью (англ. Castleview) и передаёт отряду героев (игровых персонажей) в момент их появления в городе. Она просит показать сферу волшебнику Эллинджеру Хофенхагеру (англ. Ellinger Hofenhager), союзнику Дракона-фараона.
Поскольку Аламар перенёс замок Калиндры (англ. Kalindra), королевы Тёмной стороны, за пределы физического мира, Эллинджер предлагает отряду собирать т. н. энергетические диски, с помощью которых он постепенно вернёт замок в реальный мир. Герои отправляются в поход по различным локациям Тёмной стороны, освобождают город Сэндкастер (англ. Sandcaster) из-под власти приспешников Аламара, колдуньи Морганы (англ. Morgana) и чародея Ксеноса (англ. Xenoc), попутно собирая диски. Эллинджер возвращает замок Калиндры в реальный мир, герои исследуют его и узнают, что королева захвачена помощником Аламара, вампиром по имени граф Блэкфанг (англ. Count Blackfang).
С помощью рыцаря Амброзия (англ. Ambrose) и его грифона, отряд проникает в замок Блэкфанга, расправляется с хозяином и обнаруживает, что королева Калиндра превращена в вампира. С помощью найденной короны королевы, герои превращают правительницу обратно в человека, а она помогает им добраться до пирамиды, где находится Дракон-фараон. Вернув Фараону принадлежащую ему сферу, герои узнают, что Аламар захватил некий Куб Силы (англ. Cube of Power), который позволит ему управлять обеими сторонами планетоида. Используя Куб, он собирается двигаться к своей родной планете, Терре, что неминуемо уничтожит Ксин.
Фараон сообщает героям, что Аламар попал на Ксин в «падающей звезде» (в действительности — спасательной капсуле с космического корабля). Была и вторая капсула, которую находят герои, и обнаруживает в ней Корака (англ. Corak), другого киборга, посланного Древними для нейтрализации Шелтема. Корак просит любым образом доставить его в замок Аламара, с целью уничтожить старого врага раз и навсегда. Дракон-фараон направляет отряд в облачный город Олимпус (англ. Olympus), где находится т. н. Коробка душ (англ. Soul Box), необходимая Кораку для безопасного путешествия до замка Аламара.
Герои используют Коробку душ и с боями пробиваются к замку Аламара, а затем попадают собственно в тронный зал. Выпустив Корака в зале, отряд покидает место решающей битвы. Корак и Шелтем начинают дуэль, соперники практически равны, но Аламар всё же почти одолевает Корака, и тот решает принести себя в жертву, запустив процесс самоуничтожения. Оба стража вместе с замком исчезают во взрыве, навсегда отводя от мира угрозу со стороны Шелтема.

## World of Xeen
При установке игр Might and Magic IV и V в одной системе их можно связать в единую игру. Полученная комбинация содержит полные версии обеих сюжетных линий, а также несколько дополнительных заданий. Эта комбинация получила название World of Xeen. В 1994 году NWC выпустила расширенную версию World of Xeen на компакт-диске, в которой было увеличено количество оцифрованных диалогов, и профессиональными актёрами были озвучены все текстовые диалоги.
В World of Xeen имеются дополнительные задания, составляющие эпилог для Might and Magic IV и V. После гибели Шелтема отряд возвращается в пирамиду Древних. Дракон-фараон предлагает завершить миссию, начатую принцем Роландом: объединение двух сторон плоского планетоида Ксин в шарообразную планету. После выполнения задания принц Роланд и королева Калиндра играют свадьбу, что запускает трансформацию мира.

## Swords of Xeen
Изначально фанатская модификация от студии Catware. Впоследствии получила поддержку издателя. Вышла в 1995 году в качестве бонусного дополнения в издании Might and Magic Trilogy. Никогда не издавалась отдельно. Сюжет повествует об истинной природе Шелтема, главного антагониста оригинальной игры, уничтоженного по сюжету Darkside of Xeen.

## Оценки
| Сводный рейтинг | Сводный рейтинг |
| Агрегатор       | Оценка          |
| --------------- | --------------- |
| MobyRank        | 78 %            |

Computer Gaming World в 1993 году негативно отозвался о головоломках игры, назвав их тривиальными, скучными и бессмысленными. Тем не менее, в целом Might and Magic V был признан удовлетворительным завершением саги. Для наилучшего восприятия рекомендовалось установить Darkside и Clouds, а для тех, кто следил за серией с самого начала, прохождение игры объявлялось обязательным.
Darkside of Xeen входила в список претендентов на звание ролевой игры 1993 года журнала Computer Gaming World, но заняла второе место, проиграв Betrayal at Krondor. Редакторы назвали Darkside of Xeen наиболее впечатляющим соединением двух компьютерных ролевых игр в истории и крупным шагом в создании виртуальных миров.
Might & Magic: The World of Xeen отмечалась в журнале Dragon № 201 от 1994 года. Сэнди Петерсен оценил сборку в 3 звезды из 5. Нейл Рэндал из CD-ROM Today, похвалив World of Xeen за юмор, последовательность и увлекательность, наградил её 4 звёздами из 5.